# Krijá
Krijá (v sanskrtu "akce, skutek, úsilí") nejčastěji odkazuje na "hotovou akci", techniku nebo praxi v rámci jógy a znamená dosáhnout konkrétního výsledku. Další významem je vnější fyzický projev probuzené kundalini, jako např. spontánní pohyb těla související s tokem Kundalini energie.

## Etymologie
Kriyā je sanskrtský termín, odvozený od kořene, kri, což znamená "dělat". Kriyā znamená "akce, skutek, úsilí". Slovo karma je také odvozeno ze sanskrtského kořene √kṛ (kri) कृ, což znamená "dělat, udělat, provést, vykonat, způsobit, účinek, připravit, provést". Karma souvisí s verbální proto-Indoevropským kořenem *kwer - "formovat".
Kořen kṛ (kri) je velmi běžný ve starověké Sanskrtské literatuře a také znamená jazyk (řeč), která je dobře provedená.

### Bhagavad Gita

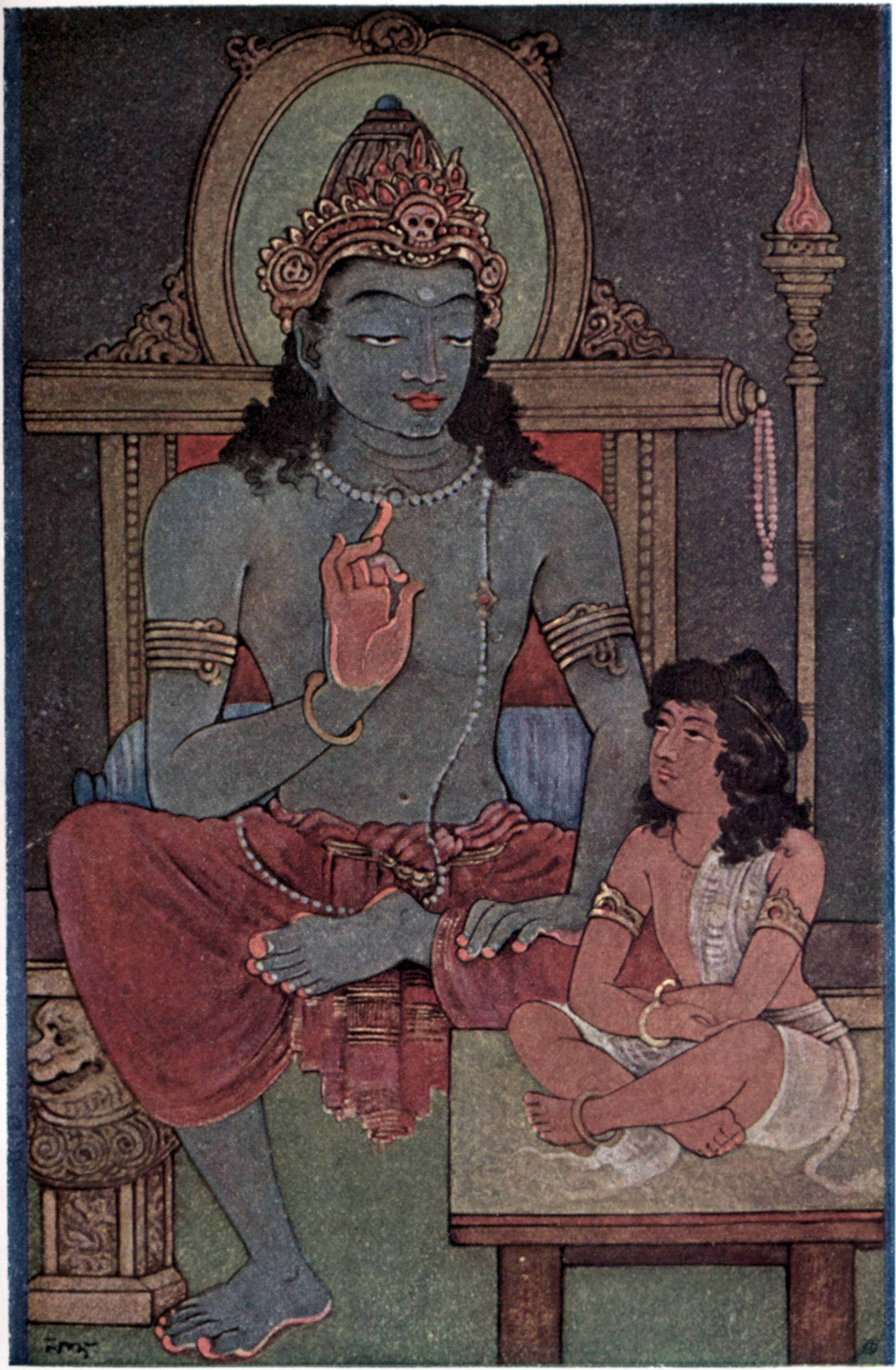
Kršna poučuje Ardžunu